# Birnie
Birnie je nenaseljeni koraljni otok u sastavu Kiribata.

## Zemljopis
Nalazi se u otočju Phoenix, 97 km sjeverozapadno od Manre. 

## Vanjske poveznice
|  | Zajednički poslužitelj ima još gradiva o temi Birnie |